# Sinnerita
La sinnerita és un mineral de la classe dels sulfurs. Rep el nom de Rudolf von Sinner (1890-1960), president de la Comissió del Museu d’Història Natural de Berna, Suïssa.

## Característiques
La sinnerita és una sulfosal de fórmula química Cu₆As₄S9. Va ser aprovada com a espècie vàlida per l'Associació Mineralògica Internacional l'any 1964. Cristal·litza en el sistema triclínic. La seva duresa a l'escala de Mohs es troba entre 4 i 4,5.
Segons la classificació de Nickel-Strunz, la sinnerita pertany a «02.GC - Poli-sulfarsenits» juntament amb els següents minerals: hatchita, wal·lisita, watanabeïta, simonita, quadratita, manganoquadratita, smithita, trechmannita, aleksita, kochkarita, poubaïta, rucklidgeïta, babkinita, saddlebackita, tvalchrelidzeïta i mutnovskita.

## Formació i jaciments
Va ser descoberta a la pedrera Lengenbach, situada al cantó de Valais (Suïssa). També ha estat descrita a Itàlia, Finlàndia, l'Índia i Mèxic.